# Реджеп Реджеповський
Реджеп Реджеповський (мак. Реџеп Реџеповски; 14 грудня 1962) — югославський боксер, призер Олімпійських ігор. 

## Аматорська кар'єра
1984 року вдруге став чемпіоном Югославії і стартував на Олімпійських іграх 1984, де завоював срібну медаль.
- В 1/16 фіналу переміг Тірапорн Саенгано (Таїланд) — 3-2
- В 1/8 фіналу переміг Пета Клінтона (Велика Британія) — KO 2
- В чвертьфіналі переміг Джеффа Фенека (Австралія) — 4-1
- В півфіналі переміг Ібрагіма Білалі (Кенія)  — 5-0
- У фіналі програв Стіву Маккрорі (США) — 1-4